# Friedrich von Walbeck
Friedrich von Walbeck (974 – nach 1018) war Burggraf von Magdeburg.

## Leben
Friedrich war ein Sohn des Grafen Siegfried von Walbeck und der Kunigunde von Stade. Er wurde 974 geboren. Seine Brüder waren Bischof Thietmar von Merseburg, Graf Heinrich von Walbeck und Bischof Siegfried von Münster.
Friedrich war der erste überlieferte Burggraf von Magdeburg. 998 entführte er mit Heinrich und Cousin Werner von Walbeck, Markgraf der Nordmark dessen Braut aus dem Kanonissenstift Quedlinburg. 1009 kämpfte er mit Werner gegen Dedo I. von Wettin.
1012 wurde er das letzte Mal erwähnt. 1018 endete die Chronik von Thietmar. Wahrscheinlich lebte Friedrich zu diesem Zeitpunkt noch.

## Ehe und Nachkommen
Friedrich war verheiratet mit Thietberga.
Ein Sohn ist überliefert
- Konrad, Burggraf von Magdeburg (nach 1018 – vor 1073)